# Outi (inslagkrater)
Outi is een inslagkrater op de planeet Venus. Outi werd in 1997 genoemd naar Outi, een Finse meisjesnaam.
De krater heeft een diameter van 10,5 kilometer en bevindt zich in het zuidoosten van Rananeida Corona in het quadrangle Metis Mons (V-6).